# Бањалучки партизански одред
Бањалучки НОП одред био је јединица НОВЈ од маја 1943. до маја 1945, када је ушао у састав 53. ударне дивизије Југословенске армије (ЈА).

## Увод

### Устанак у Босанској крајини
Устанак у Босанској крајини (на територији НДХ) почео је 27. јула 1941. и до краја августа устаници (већином локално српско становништво, делимично предвођено од локалних чланова КПЈ) су потисли снаге НДХ и ослободили велику територију, са средиштем у ослобођеном Дрвару (тзв. Дрварска република). Победа устаника натерала је власти НДХ да затраже помоћ Италије: ослањајући се на српске избеглице на својој територији и позивајући на мир, гарантујући безбедност и претећи народу репресалијама свуда где наиђу на отпор, италијанске трупе су 10. септембра прешле у наступање према ослобођеној територији. До половине октобра 1941, Италијани су, не наилазећи на отпор, заузели читаву јужну (италијанску) окупациону зону НДХ, продревши дуж друмова у Босански Петровац, Кључ, Сански Мост, Бихаћ, Босанску Крупу, Мркоњић Град, Јајце, Доњи Вакуф, Бугојно, Купрес, Прозор и низ других места, успостављајући свуда своје гарнизоне. То је довело до кризе устанка у Босанској крајини.
Напорима организација КПЈ и војних штабова одржало се језгро партизанских одреда око Дрвара, Босанског Петровца, у Подгрмечу, Јању, Пливи, Кључу и Ливну, док је устанак на Козари (у немачкој окупационој зони) и даље напредовао. Националистичке снаге обезбедиле су доминантан утицај око Босанског Грахова и Гламоча, где су формирани четнички одреди.

### Стварање партизанских одреда
На Саветовању у Столицама (код Крупња), 26. септембра 1941, у присуству делегата из БиХ, одлучено је да се приступи реорганизацији устаничких јединица у читавој земљи: формиран је Врховни штаб НОВЈ са Титом на челу, са потчињеним Главним штабовима у свим покрајинама Југославије; усвојен је заједнички назив "партизани" за све борце у читавој земљи, обавезна црвена петокрака и партизанска заклетва, а основне борбене јединице постали су партизански одреди (састављени од батаљона и чета) са јединственом командом у саставу: командант, политички комесар и њихови заменици.
Одлуке Саветовања у Столицама, које су стигле у Босанску крајину половином октобра 1941, спровођене су у знаку оштре политичке борбе између КПЈ и националиста за превласт у устаничким јединицама. Све јединице у Босанској крајини и средњој Босни обједињене су крајем октобра 1941. у три партизанска одреда: 1. крајишки НОП одред (7 чета) обухватао је крајеве између Уне и Сане, а на југу закључно са Босанским Граховом; 2. крајишки НОП одред (6 чета) крајеве између доњег тока Уне, Сане, Врбаса и линије Приједор-Бањалука; 3. крајишки НОП одред (5 батаљона и више самосталних чета) остали део Босанске крајине и средњу Босну.
У новембру, после саветовања у Главном штабу НОПО БиХ на Романији, којем су присуствовали и представници обласног руководства Босанске крајине, формиран је Оперативни штаб НОВ и ПОЈ за Босанску крајину. У јануару 1942. у три одреда Босанске крајине било је 17 батаљона. Упорна борба водила се против схватања да се остане при ранијим сеоским одредима, да борци буду код својих кућа, а да се скупљају само у случају потребе одбране свога села (ова ситуација сликовито је описана у роману Глуви барут, Бранка Ћопића). Свакодневна борба за увођење војничког живота и реда у устаничким јединицама, непрекидна офанзивна активност и постигнути војни успеси, поред политичке активности комуниста, имали су пресудан значај у изградњи војне организације. Комунисти су радили на објашњавању циљева НОБ, на стварању јединственог система нове народне власти, омладинских и организација жена; на јачању братства Срба, Хрвата и Муслимана и спречавању усташких и (касније) четничких покоља. Ради тога, одржане су крајем 1941. и почетком 1942. окружне и среске конференције КПЈ и војна саветовања на Козари, у Подгрмечу, Крњеуши и Скендер Вакуфу, као и многи зборови са војском и народом. У фебруару 1942. образовани су свуда срески и окружни комитети КПЈ.

### Јачање НОП
У међувремену је учвршћена комунистичка војна организација и елиминисан националистички (четнички) утицај у углу између река Уне и Сане и на Грмечу. Мање четничке групе биле су изоловане и потиснуте, углавном, на територију око италијанских гарнизона. У јануару 1942. партизанске јединице на том подручју почеле су нападе на италијанске трупе. После неколико напада на италијанске колоне, од којих је у Меденом Пољу код Босанског Петровца био најуспешнији, италијански гарнизони изоловани су и блокирани. Почетак борбе са Италијанима означио је коначан прелом устанка у том делу Босанске крајине у корист НОП.
У фебруару 1942. због прилива нових снага формирани су 4. (на подручју Мањаче и средње Босне) и 5. крајишки НОП одред (на простору јужно од Грмеч планине). Почетком марта 1942. партизанске снаге у Босанској крајини и средњој Босни биле су наоружане са 6.500 пушака, 163 пушкомитраљеза, 41 митраљезом, 5 минобацача и 5 топова. Партизани су тада држали простране слободне територије између Уне и Сане, на Козари, око Јајца и у средњој Босни. У марту је од дела бораца 1. и 5. крајишког НОПО формиран Ударни батаљон и упућен на територију 4. крајишког НОПО ради борбе против четника.

## Формирање
Бањалучки НОП одред формиран је у првој половини маја 1943. на територији средње Босне од дела 4. крајишког НОП одреда. Када је 1. јуна 1943. формирана 11. ударна дивизија НОВЈ (раније 12. дивизија), Бањалучки НОПО је ушао у њен састав. Наредбом штаба 12. ударне дивизије НОВЈ, из одреда је издвојен Прњаворски батаљон.

## Ратни пут

### 1943
Одред је дејствовао у средњој Босни, југоисточно од Бања Луке, између Врбаса и Врбање, на територији под јаким утицајем четника. Имао је задатак да се бори против четника, сузбија њихов утицај и ради на мобилизацији нових бораца за партизанске јединице. Борбе са четницима водио је у више наврата око Карановца, Осмаче, Челинаца, Мемића, Јаворана, Крмине, Соколина, Живиница. По наређењу Врховног штаба НОВЈ Одред је 19. јула 1943. ушао у састав 1. босанског ударног корпуса. Августа 1943. Одред је имао 4 чете (од којих две муслиманске), а ускоро 2 батаљона. Средином октобра, 1. батаљон је ушао у састав 14. средњобосанске бригаде.

### 1944
За време немачких операција на територији средње Босне почетком јануара 1944. Одред је претрпео знатне губитке, па је 13. јануара расформиран, а његово људство, као 4. батаљон, ушло је у састав 12. крајишке бригаде 11. дивизије. Од 50 бораца из 12. крајишке ударне бригаде, поново је, у Котор Вароши, 18. фебруара формиран Бањалучки НОПО. Наредбом Врховног штаба НОВ ушао је 26. марта 1944. у 29. дивизију 5. корпуса НОВЈ. Расформиран је у првој половини маја 1945, а људство је ушло у састав 53. ударне дивизије ЈА.